# Luís Guilherme
Luís Guilherme Loreno Marcelino Alves, ou simplement Luís Guilherme (né à Rio de Janeiro le 4 juin 1992), est un footballeur brésilien qui est actuellement gardien de but à Botafogo.

## Carrière

### Club
Luís Guilherme a été repéré très tôt par les clubs européens. En effet il est parti à Arsenal à seulement 15 ans. Il y reste quelques semaines avant de retourner au Brésil, malgré l'intérêt du club anglais, sa famille estimant qu'il était trop jeune.
Il a passé un essai à Manchester City en janvier 2011. Puis le mois suivant, il a fait un stage à l'Olympique lyonnais en compagnie de Joël Bats.

### Sélection
Luís a joué avec l'équipe du Brésil des moins de 15 ans et des moins de 17 ans. Il a d'ailleurs gagné le Sul-Americano U15 en 2007 et la Sendaï Cup en 2009.